# Lasippa kanara
Lasippa kanara är en fjärilsart som beskrevs av Evans 1924. Lasippa kanara ingår i släktet Lasippa och familjen praktfjärilar. Inga underarter finns listade i Catalogue of Life.